# Liste der Kulturdenkmale in Wenningstedt-Braderup (Sylt)
In der Liste der Kulturdenkmale in Wenningstedt-Braderup (Sylt) sind alle Kulturdenkmale der schleswig-holsteinischen Gemeinde Wenningstedt-Braderup (Sylt) (Kreis Nordfriesland) und ihrer Ortsteile aufgelistet (Stand: 31. März 2025).

## Legende
In den Spalten befinden sich folgende Informationen:
- Objekt-ID: die Nummer des Kulturdenkmales
- Lage: die Adresse des Kulturdenkmales und die geographischen Koordinaten. Kartenansicht, um Koordinaten zu setzen. In der Kartenansicht sind Kulturdenkmale ohne Koordinaten mit einem roten Marker dargestellt und können in der Karte gesetzt werden. Kulturdenkmale ohne Bild sind mit einem blauen Marker gekennzeichnet, Kulturdenkmale mit Bild mit einem grünen Marker.
- Offizielle Bezeichnung: Bezeichnung des Kulturdenkmales
- Beschreibung: die Beschreibung des Kulturdenkmales
- Bild: ein Bild des Kulturdenkmales

## Bauliche Anlagen
| Objekt-ID      | Lage                                                 | Offizielle Bezeichnung                      | Beschreibung | Bild                             |
| -------------- | ---------------------------------------------------- | ------------------------------------------- | --- | -------------------------------- |
| 2461 Wikidata  | Am Dorfteich 3 (54° 56′ 18″ N, 8° 19′ 30″ O)         | Uthländisches Haus („Teunishof“)            | Alteintragung (Aktualisierung vorgesehen) - Begründung: Alteintragung (Aktualisierung vorgesehen) - Schutzumfang: Alteintragung (Aktualisierung vorgesehen) - Denkmaltyp: Bauliche Anlage | Fotos hochladen                  |
| 27803 Wikidata | Am Dorfteich 3 (54° 56′ 18″ N, 8° 19′ 31″ O)         | Friesenwall                                 | Alteintragung (Aktualisierung vorgesehen) - Begründung: Alteintragung (Aktualisierung vorgesehen) - Schutzumfang: Alteintragung (Aktualisierung vorgesehen) - Denkmaltyp: Bauliche Anlage | BW                               |
| 2462 Wikidata  | Am Dorfteich 6 (54° 56′ 21″ N, 8° 19′ 32″ O)         | Uthländisches Haus                          | Alteintragung (Aktualisierung vorgesehen) - Begründung: Alteintragung (Aktualisierung vorgesehen) - Schutzumfang: Alteintragung (Aktualisierung vorgesehen) - Denkmaltyp: Bauliche Anlage | BW                               |
| 2466 Wikidata  | Berthin-Bleeg-Straße 4 (54° 56′ 16″ N, 8° 19′ 24″ O) | Uthländisches Haus, erw.                    | Alteintragung (Aktualisierung vorgesehen) - Begründung: Alteintragung (Aktualisierung vorgesehen) - Schutzumfang: Alteintragung (Aktualisierung vorgesehen) - Denkmaltyp: Bauliche Anlage | BW                               |
| 2464 Wikidata  | Bi Kiar 1 (54° 56′ 25″ N, 8° 19′ 35″ O)              | Uthländisches Haus                          | Alteintragung (Aktualisierung vorgesehen) - Begründung: Alteintragung (Aktualisierung vorgesehen) - Schutzumfang: Alteintragung (Aktualisierung vorgesehen) - Denkmaltyp: Bauliche Anlage | Fotos hochladen                  |
| 9093 Wikidata  | Bi Kiar 9 (54° 56′ 23″ N, 8° 19′ 43″ O)              | Friesenkapelle am Dorfteich mit Ausstattung | Alteintragung (Aktualisierung vorgesehen) - Begründung: geschichtlich, künstlerisch, städtebaulich - Schutzumfang: gesamtes Objekt - Denkmaltyp: Bauliche Anlage | weitere Fotos \| Fotos hochladen |
| 2465 Wikidata  | Hauptstraße 6 (54° 56′ 12″ N, 8° 19′ 30″ O)          | Uthländisches Haus, erw.                    | Alteintragung (Aktualisierung vorgesehen) - Begründung: Alteintragung (Aktualisierung vorgesehen) - Schutzumfang: Alteintragung (Aktualisierung vorgesehen) - Denkmaltyp: Bauliche Anlage | BW                               |
| 6942           | Om di Huk 4 (54° 55′ 58″ N, 8° 20′ 54″ O)            | Uthländisches Haus                          | Uthländisches Haus; um 1759; eingeschossiger Backsteinbau mit reetgedecktem Halbwalmdach, Fassade geweißt und verputzt, Backengiebel außermittig - Begründung: geschichtlich, städtebaulich, Kulturlandschaft prägend - Schutzumfang: gesamtes Objekt - Denkmaltyp: Bauliche Anlage                                                                                                 | BW                               |
| 10932 Wikidata | Seestraße 39 (54° 55′ 54″ N, 8° 18′ 46″ O)           | Ehemaliges Strandhaus Göring                | ehem. Strandhaus „Min Lütten“; 1937, Architekt Otto Heilmann; für Hermann Göring erbaut; Wohnhaus mit reetgedecktem Kurzwalmdach, niedrige Anbauten, Rundgauben, Ziegelfassade mit reduzierter Gliederung, qualitätvolle bauzeitliche Ausstattung - Begründung: geschichtlich, künstlerisch, Kulturlandschaft prägend - Schutzumfang: gesamtes Objekt - Denkmaltyp: Bauliche Anlage | BW                               |
| 8979 Wikidata  | Terp Wai 1 (54° 55′ 53″ N, 8° 21′ 0″ O)              | Uthländisches Haus                          | Alteintragung (Aktualisierung vorgesehen) - Begründung: geschichtlich, städtebaulich - Schutzumfang: gesamtes Objekt - Denkmaltyp: Bauliche Anlage | BW                               |
| 2460 Wikidata  | Üp de Hiir 40 (54° 55′ 52″ N, 8° 21′ 9″ O)           | Uthländisches Haus                          | Alteintragung (Aktualisierung vorgesehen) - Begründung: geschichtlich, künstlerisch, städtebaulich - Schutzumfang: gesamtes Objekt - Denkmaltyp: Bauliche Anlage | Fotos hochladen                  |
| 2428 Wikidata  | Wiesenweg 1 (54° 56′ 15″ N, 8° 19′ 40″ O)            | Uthländisches Haus                          | Alteintragung (Aktualisierung vorgesehen) - Begründung: Alteintragung (Aktualisierung vorgesehen) - Schutzumfang: Alteintragung (Aktualisierung vorgesehen) - Denkmaltyp: Bauliche Anlage | BW                               |

## Quelle
- Liste der Kulturdenkmale in Schleswig-Holstein – Kreis Nordfriesland (PDF)

- Karte mit allen Koordinaten:
- OSM |
- WikiMap